# Världsmästerskapen i bordtennis 2007
Världsmästerskapen i bordtennis 2007 spelades i Zagreb under perioden 21-27 maj 2007. Kina sopade banan med alla konkurrenterna, och vann alla guld- och silvermedaljer. 

## Medaljsummering

### Medaljligan
| Pl.   | Nation           | Guld | Silver | Brons | Totalt |
| ----- | ---------------- | ---- | ------ | ----- | ------ |
| 1     | Kina             | 5    | 5      | 4     | 14     |
| 2     | Hongkong         | 0    | 0      | 2     | 2      |
| 2     | Sydkorea         | 0    | 0      | 2     | 2      |
| 4     | Kinesiska Taipei | 0    | 0      | 1     | 1      |
| 4     | Singapore        | 0    | 0      | 1     | 1      |
| Total | Total            | 5    | 5      | 10    | 20     |

### Discipliner
| Disciplin               | Guld                  | Silver              | Brons                          |
| Herrsingel Detaljer...  | Wang Liqin            | Ma Lin              | Ryu Seung-Min                  |
| Herrsingel Detaljer...  | Wang Liqin            | Ma Lin              | Wang Hao                       |
| Damsingel Detaljer...   | Guo Yue               | Li Xiaoxia          | Zhang Yining                   |
| Damsingel Detaljer...   | Guo Yue               | Li Xiaoxia          | Guo Yan                        |
| Herrdubbel Detaljer...  | Chen Qi Ma Lin        | Wang Hao Wang Liqin | Ko Lai Chak Li Ching           |
| Herrdubbel Detaljer...  | Chen Qi Ma Lin        | Wang Hao Wang Liqin | Chang Yen-shu Chiang Peng-lung |
| Damdubbel Detaljer...   | Wang Nan Zhang Yining | Guo Yue Li Xiaoxia  | Li Jiawei Wang Yuegu           |
| Damdubbel Detaljer...   | Wang Nan Zhang Yining | Guo Yue Li Xiaoxia  | Kim Kyung-Ah Park Mi-Young     |
| Mixeddubbel Detaljer... | Wang Liqin Guo Yue    | Ma Lin Wang Nan     | Qui Yike Cao Zhen              |
| Mixeddubbel Detaljer... | Wang Liqin Guo Yue    | Ma Lin Wang Nan     | Ko Lai Chak Tie Ya Na          |

## Finaler

### Herrsingel
Wang Liqin slår  Ma Lin, 4-3: 4-11, 8-11, 11-5, 4-11, 11-9, 11-8, 11-6

### Damsingel
Guo Yue slår  Li Xiaoxia, 4-3: 8-11, 11-7, 4-11, 2-11, 11-5, 11-2, 11-8

### Herrdubbel
Chen Qi / Ma Lin slår  Wang Hao / Wang Liqin, 4-2: 6-11, 11-7, 6-11, 11-3, 11-9, 11-9

### Damdubbel
Wang Nan / Zhang Yining slår   Guo Yue / Li Xiaoxia, 4-0: 11-5, 11-6, 13-11, 11-9

### Mixeddubbel
Wang Liqin / Guo Yue slår  Ma Lin / Wang Nan, 4-2: 13-11, 11-7, 8-11, 11-9, 9-11, 12-10